# 忍博次
忍 博次（おし ひろつぐ、1930年3月23日 - 2024年10月22日）は、日本の社会福祉学者、北星学園大学名誉教授。
北海道富良野市生まれ。1954年北海道大学教育学部卒。北星学園大学助教授、教授、2000年定年退任、名誉教授。北海道障害者施策推進協議会会長。

## 著書
- 『偏見の断層 福祉を考える友へ』筒井書房　ぽぷら選書　1987
- 『転換期の福祉 ノーマライゼーションを求めて』響文新書　1989
- 『自立・人間復権の福祉を求めて』筒井書房 1997
- 『社会福祉を考える 変わりゆく福祉の思想を求めて』響文社　2000
- 『共生社会をもとめて 福祉を歩いて50年』はまなす文庫　2010

### 編著
- 『人から人への福祉活動』編著　全国社会福祉協議会　1981
- 『講座社会福祉 8 高齢化社会と社会福祉 老人福祉・障害者福祉・地域福祉』三浦文夫共編 有斐閣 1983
- 『福祉社会の展開と課題 新しい福祉のパラダイムを目指して』大坊郁夫、松井二郎、池田雅子共編著　北大路書房　1996
- 『ノーマルな社会を築くために 障害者福祉を考える」監修 野川道子,横山奈緒枝,鈴木真知子編　中央法規出版　2000

### 翻訳
- ブロニィリン・スミス『暮らしの安全を守る 高齢者のための自己防衛マニュアル』監訳 石川秀也,関勇喜雄訳 筒井書房 1996

## 注
1. ↑  『現代日本人名録』2002年